# 狄奎凡氏症
狄奎凡氏症（英語：de Quervain disease）、德凯尔万综合征（de Quervain syndrome），正式醫學名稱為橈骨莖突狹窄性腱鞘炎，俗稱媽媽手，因瑞士外科醫生弗里茨·狄奎凡於1895年詳談此症而得名。是控制拇指運動的兩個腱周圍腱鞘的腱鞘炎。

## 體徵及症狀
狄奎凡氏症的症狀包括手腕径向侧的疼痛、痉挛及压痛，手部偶爾有灼熱的感覺，手腕靠拇指侧肿胀，手部發炎的部份無法握緊，症狀一般會是漸漸加重。手指以及手腕的活動會讓疼痛加劇，而且會擴展到手指或是前臂。

## 病因

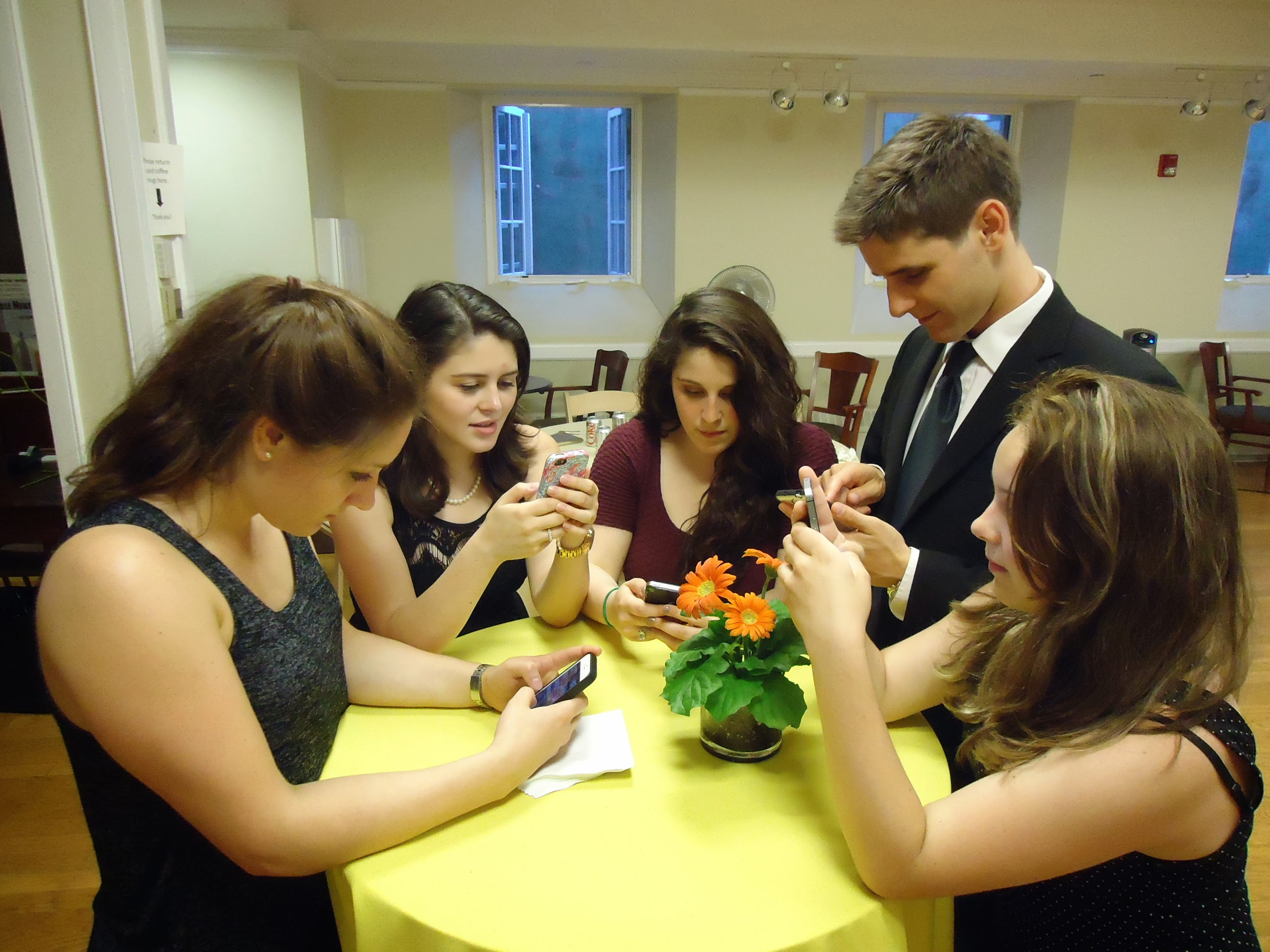
年輕人使用智慧型手機時常使用拇指

目前還沒有確定狄奎凡氏症的病因。一些指出狄奎凡氏症和職業風險因素可能有關的證據尚有爭議。有一篇有關潛在危險因素文獻的系統性回顧，沒有發現和職業性風險有因果相關性的證據。不過法國的研究人員發現在工作人口中，和狄奎凡氏症有關的個人因素及工作因素有常弯曲手腕、和弯曲有關的手腕運動，或是常要轉動螺丝起子，這些的風險最高。有些人支持狄奎凡氏症屬於重複使力傷害，他們認為拇指維持在外展（abduction）及伸直（extension）的姿勢會诱发狄奎凡氏症。若工作者需快速的重複有關捏、抓，拉或推的工作，得到狄奎凡氏症的風險較高。一些特定活動也會提高狄奎凡氏症的風險，包括頻繁的使用滑鼠、轨迹球及打字，而玩保齡球、高爾夫球、飛蠅釣、彈鋼琴、缝纫和针织也容易造成狄奎凡氏症。
女性比男性容易罹患狄奎凡氏症，症狀常出現在懷孕時及分娩後，可能原因包括體內激素的變化、液体潴留、也可能是因為手出力提昇物品所造成，但這點爭議較大。

## 病理學

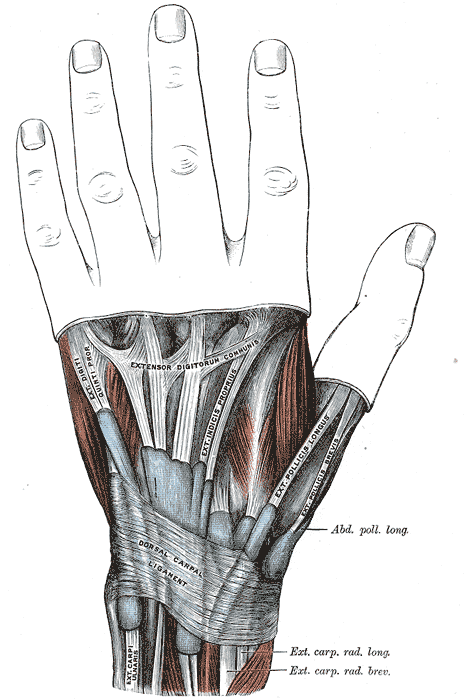
手腕背部肌腱的滑膜鞘

狄奎凡氏症是因為肌腱以及肌腱贯穿的滑膜鞘有非發炎的增厚所造成。二條肌腱分別是伸肌短肌及拇長展肌的肌腱。這二個肌肉並排運作，使拇指移往遠離手掌的方向；伸肌短肌使拇指径向向外伸出，拇長展肌使拇指向指尖方向伸出。這些肌腱是從前臂經過纤维骨隧道（第一間隔區，the first dorsal compartment）進入手掌。
对组织病理学标本的评估可以看出增厚和粘液样变性，和慢性退化的過程一致，和發炎的症狀不同。剛當媽媽的女性身上也看到和狄奎凡氏症一樣的病理症狀。

## 診斷
狄奎凡氏症的臨床診斷會以病史及身體檢查的資訊為基礎，也會用X光片及病史資訊來排除骨折，关节炎或其他原因。芬可斯坦測驗是用在狄奎凡氏症診斷上的體体检查方式。檢查時，檢查者要抓住受試者拇指，并将手向尺骨侧偏斜。若桡骨远端（前臂手腕以下约1英寸）處有劇痛，可能就是狄奎凡氏症。芬可斯坦測驗結果陽性是狄奎凡氏症的病徵性反應，不過若拇指底部有骨关节炎，芬可斯坦測驗結果也會是陽性。
在診斷時，需排除以下的疾病，鑑別診斷如下：
1. 第一个腕掌骨关节的骨关节炎
2. 隔間症候群（英语：Intersection syndrome）：疼痛處較接近前臂下方的中間處，約離手腕2-3英寸
3. 撓神經淺支神經炎（英语：Cheiralgia paresthetica）

## 治療
狄奎凡氏症治療較多是以醫學常規為主，較少科学数据基礎，這點和其他肌肉骨骼類的疾病類似。在1895年首次提出此一疾病後，一直到1955年Jarrod Ismond才提出注射皮质类固醇的治療方式，在這以前，手術似乎是唯一的治療方式。McKenzie在1972年時提出應該以注射皮质类固醇為第一線治療，若注射治療不成功才接受手術，這也是後來普遍接受的作法。在2013年發表的系統性評論及元分析指出，皮质类固醇注射是對狄奎凡氏症保守性治療的一種有效方式，約對50%的病患有效，不過還需要更多有關临床益处的研究。有關治療有效性的数据相对较少，目前也還不確定在狄奎凡氏症的病程中是否會有幫助。
姑息性治療包括固定腕部，並且將拇指固定在指間關節位置的夾板，以及消炎藥物或是對乙酰氨基酚。系統分析及元分析不支持夾板配合類固醇注射一起使用。
假若病患第一間隔區的滑膜鞘可以縱向打開，手術可以減緩大部份的病情，其中最大的風險是可能影響橈骨感覺神經。
有些物理治療師及職能治療師認為，狄奎凡氏症是因為提昇重物時重複性的使用拇指而造成，有些活動會讓病情惡化，而訓練其他部份的肌肉，避免過度使用拇指會對病情有幫助，因此物理／職能治療師會建議使用其他的提昇重物方式。建議避免從事一些活動，並且進行一些肌肉強化的運動，訓練其他部位，不會過度刺激拇指的肌腱。
有些物理治療師及職能治療師會根據一些治療方式可減輕炎症和疼痛并促進癒合的基本原理，將這些治療方式和治療性運動合併使用，其中包括有UST、短波熱療（SWD）及其他的深層熱治療，也包括經皮神經電刺激、針灸、紅外線療法或是低能量靜脈雷射治療。不過此疾病在病理學下不是滑膜鞘的發炎性變化，發炎是因為摩擦產生的繼發性症狀。讓病患減輕其繼發性的發炎對真正的病因幫助不大，不過可能可以減輕疼痛，讓病患比較可以進行一些有治療性的運動。
在注射藥物或是進行手術前先進行物理治療，可以減少病患的花費，也是治療許多肌肉骨骼受傷的可行作法。

## 社會文化
黑莓拇指（BlackBerry thumb）是新词，是指因經常用拇指按PDA、智慧手機或是其他移动设备造成的重複使力傷害。黑莓拇指得名於1999年出現的智慧手機品牌BlackBerry，不過也存在其他的名稱，例如Wiiitis、Nintendinitis,、PS拇指（Playstation thumb）、傳訊息拇指（texting thumb）、手機拇指（cellphone thumb）、智慧手機拇指（smartphone thumb）、Android拇指（Android thumb）及iPhone拇指（iPhone thumb）。
黑莓拇指的症狀包括姆指及手腕的疼痛，嚴重的話，會讓有症狀的手暫時無法施力，尤其是無法握東西。
有關黑莓拇指的一個假想原因是拇指沒有像其他手指一様的精細動作能力，不適合高速的盲打，若勉強使用就容易出現問題。

## 外部連結
- DeQuervain's Syndrome: Medical Imagery - Medical Art and Illustration
- The Sports Medicine Patient Advisor: De Quervain's Tenosynovitis Rehabilitation Exercises （页面存档备份，存于）
- De Quervains Tenosynovitis: Symptoms and Treatments